# フフバートル
フフバートル（呼和巴特爾、1958年5月 - ）は、社会言語学者。元昭和女子大学人間文化学部現代教養学科教授、内モンゴル大学モンゴル学学院客員教授。
内モンゴル出身のモンゴル族。日本におけるモンゴル研究で知られ、モンゴル語の研究や著書も執筆している。NHKの大河ドラマ『北条時宗』でもモンゴル語の監修をした。
1983年吉林大学外国語学部日本語日本文学科卒業、1998年一橋大学大学院社会学研究科博士課程を修了し、論文「漢語の影響におけるモンゴル語近代語彙の形成」で、一橋大学より博士（社会学）の学位を取得。審査員は田中克彦、糟谷啓介、糟谷憲一、中島由美。
1993年から1999年まで和光大学非常勤講師、1997年から1998年まで東京外国語大学アジア・アフリカ言語文化研究所共同研究員、2000年から2001年日本学術振興会外国人特別研究員（京都大学大学院文学研究科）、2002年から2005年まで総合地球環境学研究所共同研究員。2010年から内モンゴル大学モンゴル学学院客員教授。
2022年、モンゴル国 北極星勲章を受賞した。

## 著書
- 『モンゴル語基礎文法』（たおフォーラム、1993年）小沢重男監修 ISBN 978-4924914018
- 『続モンゴル語基礎文法』（インターブックス、1997年）ISBN 978-4924914056
- 『私が牧童だったころ―モンゴル人が語るモンゴルの世界』（インターブックス、2000年）ISBN 978-4924914322
- 共編：中尾正義・小長谷有紀『中国辺境地域の50年　黒河流域の人びとから見た現代史』（東方書店、2007年）ISBN 978-4497207067